# Лебяжинский сельсовет (Павловский район)
Лебяжинский сельсовет — муниципальное образование со статусом сельского поселения и административно-территориальное образование в Павловском районе Алтайского края. Административный центр — село Лебяжье.

## Население
| 1997  | 1998  | 1999  | 2000  | 2001  | 2002  |
| ----- | ----- | ----- | ----- | ----- | ----- |
| 1269  | ↘1242 | ↘1231 | ↗1256 | ↘1203 | ↗1209 |
| 2003  | 2004  | 2005  | 2006  | 2007  | 2008  |
| ↘1185 | ↘1166 | ↘1158 | ↘1147 | ↘1140 | ↘1139 |
| 2009  | 2010  | 2011  | 2012  | 2013  | 2014  |
| ↘1124 | ↘1006 | ↗1007 | ↗1008 | ↗1021 | ↘1018 |
| 2015  | 2016  | 2017  | 2018  | 2019  | 2020  |
| ↘1014 | ↗1019 | ↘992  | ↘960  | ↘950  | ↘929  |
| 2021  |       |       |       |       |       |
| ↘925  |       |       |       |       |       |

По результатам Всероссийской переписи населения 2010 года, численность населения муниципального образования составила 1006 человек, в том числе 485 мужчин и 521 женщина. Оценка Росстата на 1 января 2012 года — 1008 человек.

## Населённые пункты
В состав сельского поселения входит один населённый пункт — село Лебяжье.
- Агросвет — упразднённый посёлок, исключен из учётных данных в 2000  году[20].
- Дубровка — упразднённый посёлок, исключен из учётных данных в  1982 году[21].